# 彭寿莘故居
36°47′26.3″N 119°58′11.7″E / 36.790639°N 119.969917°E
彭寿莘故居位于中华人民共和国山东省青岛市平度市人民路22号，建于1920年代，为北洋政府将领彭寿莘的旧宅，原址位于今红旗街，1997年迁建于现河公园现址，现为青岛市文物保护单位。

## 历史
彭寿莘为北洋政府直系将领，1872年生于平度，1923年5月任第十五师师长，授干威将军衔。彭寿莘任师长时将其祖居原址改建，即今彭寿莘故居宅院。1924年9月第二次直奉战争后，彭寿莘退出军界，隐居北京。1937年全面抗战爆发后，日本人拉拢其出山任职，彭寿莘坚决拒绝，于1940年回到平度隐居。1945年9月八路军光复平度后，彭寿莘作为开明士绅出任平度县民主政府特邀参议员，1947年病逝。
彭寿莘故居原位于平度城旧县署东街（又称察院路，今红旗路），至20世纪末，其院落建筑多已拆除，仅存四合院一座，与名为“集粹亭”（一说“耕莘轩”）的凉亭一座。1986年修建红旗路时，将集粹亭迁建至平度县博物馆（崇德宫）院内。1997年，因平度市老年大学前公园改造，彭寿莘故居四合院迁建至现河公园，由平度市文化局使用。1999年12月30日，彭寿莘故居列入第六批青岛市文物保护单位。2012年7月，彭寿莘故居辟为平度市石刻艺术陈列馆。2020年12月31日，彭寿莘故居列入山东省第一批不可移动革命文物名单。

## 建筑

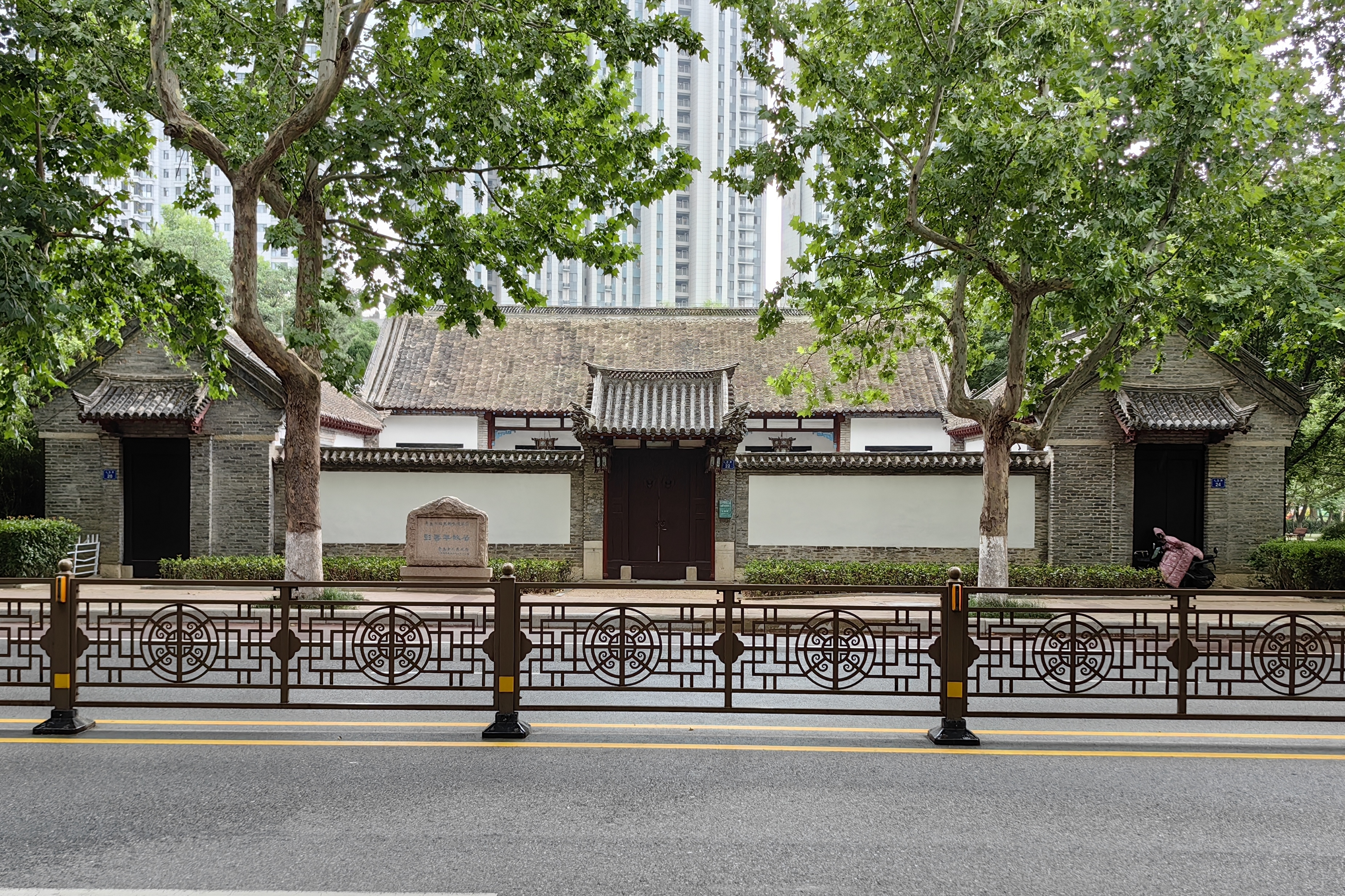
彭寿莘故居正面

彭寿莘故居现存院落为典型北方四合院布局，由大门、正房、东西厢组成，院落东西长23.8米，南北宽16.2米，占地面积约356平方米，建筑面积约120平方米。正房五间，通面阔15.7米，通进深6.2米，高8米，石台基，正面中央三间有前廊。东西厢房各开间3间，通面阔8.5米，通进深4.3米。建筑均为砖木结构，硬山顶，干槎瓦屋面，筒瓦花脊。正房前檐为飞椽挑檐，后檐则为菱角砖和木椽平檐相结合。厢房为木椽平檐。
凉亭（集粹亭）通面阔9.8米，通进深5.75米，高9米。故居东侧原有一栋二层青砖小楼，俗称“彭家楼”，已不存。